# Porte Trigémine
La porte Trigémine (latin : Porta Trigemina ou Porta Minucia) est une des portes du mur servien, située entre la porte Lavernale et la porte Flumentana.

## Localisation
La porte, une des plus mentionnées par les auteurs antiques, se trouve au pied de l'Aventin, près du forum Boarium et du pont Sublicius, à l'endroit où la voie venant du port fluvial de Rome, (Emporium), pénètre dans l'enceinte fortifiée du mur Servien,.

## Histoire
La porte est mentionnée lors des travaux d'agrandissement de l'Emporium en 174 av. J.-C. Selon Plaute, de nombreux mendiants viennent s'installer à l'extérieur de la porte. L'installation d'une statue de Lucius Minucius à proximité conduisent certains auteurs à baptiser la porte Porta Minucia,.
La porte a peut-être été reconstruite durant le principat d'Auguste et prend la forme d'un arc de triomphe érigé en 2 ap. J.-C. par les consulaires Titus Quinctius Crispinus Valerianus et Lucius Cornelius Lentulus. La porte Trigémine ainsi reconstruite est peut-être représentée sur un relief, aujourd'hui perdu mais mentionné dans le Codex Coburgensis.

## Description
Le nom de la porte proviendrait du fait qu'elle comprend trois ouvertures pour fluidifier un important passage provenant de l'Emporium et de la via Ostiensis. Une autre explication serait qu'elle est faite de trois portes successives.